# ボーイング80

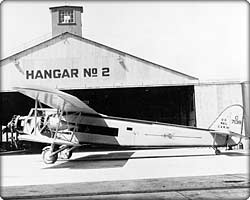
ボーイング80

ボーイング80（Boeing　Model 80A）とは、アメリカ合衆国の航空機メーカーであるボーイングが初めて開発した当時としては大型の複葉旅客機である。そのため当時としては類似例の多い3発レシプロ機であった。

## 概要
操縦席と客室に完全に分離したため、当時としては大型の航空機となった。ボーイングはボーイング40Aを試作していたがボーイング80はそれよりも大型化している。標準の乗客数は12席だったが、より大型化され18席の客室を備えた80Aも製造された。また操縦席も開放式から密閉式に改良された為、操縦士の労働環境も改善した。この機体による運行便で歴史上初めて女性の客室乗務員が搭乗したことでも有名である。

## スペック (Model 80A)
- 乗員: 3
- 乗客: 18
- 全長: 17,20 m
- 全幅: 24,40 m
- 最大離陸重量: 7.930 kg
- 巡航速度: 201 km/h
- 最大速度: 222 km/h
- 最大上昇限界高度: 4.270 m
- 航続距離: 740 km
- エンジン: Pratt & Whitney Hornet-Sternmotoren mit je 386 kW　Ｘ3